# Лірія (футбольний клуб)
Клубі Футболлістік «Лірія» або просто «Лірія» (алб. Klubi Futbollistik Liria; Liria серб. Фудбалски клуб Лирија Призрен; Лирија) — професіональний косовський футбольний клуб з міста Прізрен.

## Досягнення
- Райфайзен Суперліга Косово
  -  Чемпіон (1): 1994/95
  -  Бронзовий призер (2): 2005/06, 2010/11

- Ліга е Перл
  -  Чемпіон (1): 2008/09
  -  Срібний призер (1): 2014/15

- Кубок Косова
  -  Володар (3): 1994/95, 2006/07, 2009/10

## Відомі гравці
До списку включені гравці, які виступали у складі національних збірних:
- Патрік Дочи
- Роланд Дураку
- Улікс Емра
- Ілір Налбані
- Беснік Хасі
- Куйтім Шала